# Omomantis sigma
Omomantis sigma är en bönsyrseart som beskrevs av Rehn 1949. Omomantis sigma ingår i släktet Omomantis och familjen Mantidae. Inga underarter finns listade i Catalogue of Life.